# آرشاویر مگردیچ
آرشاویر مگردیچیان ارمنی: Արշաւիր Մկրտչեան با نام ادبی آرشاویر مگردیچ (ارمنی: Արշաւիր Մկրտիչ؛ انگلیسی: Arshavor Megerdich؛ زادهٔ ۱۹۱۳ - درگذشته ۲۰۰۱) شاعر ارمنی‌تبار اهل ایران-ایالات متحده آمریکا بود.

## زندگی‌نامه
آرشاویر مگردیچ در سال ۱۹۱۳ میلادی (۱۲۹۲ خورشیدی) در یزد به دنیا آمد. تحصیلات ابتدایی و متوسطه را در مدرسه و کالج آمریکایی تهران گذراند و فارغ‌التحصیل رشتهٔ حسابداری از دانشگاه آمریکایی گردید.
وی عضو گروه ادبی «نور اج» (به معنی: صفحه نو) بود که در سال ۱۹۳۵ در تهران شکل گرفت.
مگردیچ در سال ۱۹۵۷ به همراه خانواده اش به ایالات متحده مهاجرت نمود.
وی مؤلف کتاب‌های «من و چهار طوفان» (به ارمنی: Չորս Հողմերը Եւ Ես) و «انسان در کروشه» (به ارمنی: Մարդը Փակագծի Մէջ) و «چنین گفتند شاعران ارمنی» به زبان انگلیسی است. همچنین منتخب آثار الیوت و شاعران آمریکایی را در سه جلد ترجمه کرد. او مؤلف «زندگینامه و آوازهای سایات‌نووا» به زبان ارمنی است. آرشاویر مگردیچ عضو انجمن بین‌المللی شاعران جهان بود و در سال ۱۹۹۷ (۱۳۷۶) عضو «سرای شاعران برجسته» (به انگلیسی: Poettry Hall of Fame) گردید.
وی سردبیر و عضو هیئت تحریریهٔ نشریهٔ ناواسارات بود که در آمریکا به چاپ می‌رسد.
آرشاویر مگردیچ در سال ۲۰۰۱ (۱۳۸۰) در سن ۸۸ سالگی در ایالات متحده آمریکا درگذشت.